# ایوان هوپر
ایوان هوپر (انگلیسی: Ewan Hooper؛ زادهٔ ۲۳ اکتبر ۱۹۳۵) بازیگر اهل بریتانیا است.
از فیلم‌ها یا مجموعه‌های تلویزیونی که وی در آن‌ها نقش داشته‌است، می‌توان به چگونه جنگ را بردم، دراکولا از گور برخاسته‌است، ژولیوس سزار، خدمات شخصی، چکمه‌های غیرعادی و پوآرو اشاره نمود.